# Anoecophysis branchiodes
Anoecophysis branchiodes är en fjärilsart som beskrevs av Edward Meyrick 1910. Anoecophysis branchiodes ingår i släktet Anoecophysis och familjen vecklare. Inga underarter finns listade i Catalogue of Life.